# Islandeza înaltă
Islandeza înaltă (Háfrónska) este o formă ultrapuristă a limbii islandeze moderne, creată de belgianul Jozef Braekmans și promovată de un mic grup de persoane. Nu are statut oficial. Scopul final este crearea unei forme a limbii islandeze care să nu aibă în componența sa cuvinte împrumutate.